# The Model for St. John
The Model for St. John è un cortometraggio muto del 1912 diretto e interpretato da James Young.

## Produzione
Il film fu prodotto dalla Vitagraph Company of America.

## Distribuzione
Distribuito dalla General Film Company, il film - un cortometraggio in una bobina - uscì nelle sale cinematografiche statunitensi il 16 novembre 1912.